# Едвард Авґустус Інглфілд
 Сер Едвард Август Інглфілд (27 березня 1820 – 4 вересня 1894) — офіцер Королівського флоту, який очолював один із пошуків зниклого дослідника Арктики Джона Франкліна в 1850-х роках. Роблячи це, його експедиція намітила раніше недосліджені райони уздовж північного узбережжя Канади, включаючи Баффінову затоку, Сміт-Саунд і Ланкастер-Саунд.

## Кар'єра

### Перша подорож до Арктики
Інґлфілд вирушив з Британії на пошуки в липні 1852 року, командуючи приватним пароплавом леді Франклін «Ізабель», через сім років після того, як сер Джон Франклін вирушив у свої невдалі пошуки легендарного Північно-Західного проходу. Як тільки Інґлфілд досяг Арктики, було проведено пошук і дослідження західного узбережжя Гренландії; острів Елсмір був повторно відкритий і названий на честь президента Королівського географічного товариства.
Сміт Саунд був досліджений ретельніше, як і Джонс Саунд; було зроблено посадку на острові Бічі в Ланкастер-Саунді. Однак жодних ознак експедиції Франкліна не було знайдено. Нарешті, перш ніж настання зими змусило Інґлфілда повернутися додому, експедиція обшукала та нанесла на карту більшу частину східного узбережжя Баффінового острова.
Незважаючи на те, що не було знайдено слідів експедиції Франкліна, Інглфілд був вшанований після повернення за дослідження, проведені його експедицією. Королівське географічне товариство нагородило його медаллю мецената 1853 року «за його заповзятливе дослідження узбережжя затоки Баффіна, Сміт-Саунда і Ланкастер-Саунда».

### Наступні арктичні плавання
Інглфілд здійснив ще дві подорожі до Арктики на іншому судні, продовжуючи пошуки експедиції Франкліна під наглядом сера Едварда Белчера. Він повернувся з першої з них у 1853 році, взявши з собою першого офіцера, який перетнув Північно-Західний пролив, Семюеля Герні Крессвелла з дослідницького судна "Дослідник". "Дослідника" також відправили приєднатися до пошуків експедиції Франкліна, але починаючи із західної частини північної Канади.
Повернувшись до Арктики наступного, 1854 року, Інґлфілд виявив кораблі Белчера покинутими, за винятком одного, на який перемістилися всі залишки екіпажів. Більшість із цих людей повернулися з Інґлфілдом до Британії.

## Життя після експедицій
Незабаром після повернення з Арктики Інглфілда відправили на Кримську війну в Чорному морі як капітана HMS Firebrand, де він брав участь в облозі Севастополя. Після Кримської війни він був капітаном кількох кораблів і продовжував підвищуватися по службі.
У 1869 році він отримав звання контрадмірала, а через три роки був призначений суперінтендантом Мальтійської верфі. Після цього були підвищення до віцеадмірала, а потім адмірала, між якими він був посвячений у лицарі. У 1878 році він був призначений головнокомандуючим станцією в Північній Америці та Вест-Індії.
Інглфілд вийшов на пенсію в 1885 році. Після цього він присвятив себе живопису, і його акварелі арктичних пейзажів були виставлені в кількох художніх галереях Лондона.

## Особисте життя
30 квітня 1857 року Інґлфілд одружився з Елізою Фанні Джонстон (1836–1890), донькою Едварда Джонстона, есквайра, у Аллертон Холлі, Ліверпуль. Разом вони стали батьками чотирьох синів і однієї дочки:
- Генрі Бофорт Вілмот Інглфілд (1859–1926), який одружився з Мері Люсією Макх’ю, леді Холкер у 1894 році.[7][8] Вона була вдовою сера Джона Холкера (1828–1882).[9] Після її смерті він одружився з Олександрою Емі Джеральдін Батлер (пом. 1931), вдовою Вільяма Джорджа Гулда (пом. 1911).
- Едвард Фіцморіс Інглфілд (1861–1945), офіцер Королівського військово-морського флоту (згодом контрадмірал), винахідник затиску Інглфілда при піднятті прапора та секретар лондонського Ллойда.
- Олбані Отвей Інглфілд (1872–1873)
- Ернест Геллоуелл Інглфілд (пом. 1879)
- Сібілл Інглфілд (пом. 1870)

Інглфілд помер у 1894 році; він похований на кладовищі Кенсал-Грін у західному Лондоні.